# 阿尔图尔·帕尔芬奇科夫
阿尔图尔·奥列戈维奇·帕尔芬奇科夫（俄语：Артур Олегович Парфенчиков；1964年11月29日—），俄罗斯政治家，自2017年2月起担任卡累利阿共和国领导人。
在卡累利阿第三任首脑亚历山大·胡季莱年于2017年辞职后，帕夫琴科夫被任命为代理州长。他在随后的大选中以执政党统一俄罗斯党的候选人身份获得该职位。在担任州长之前，帕尔芬奇科夫是法警局局长，联邦法院执行官服务的负责人。

## 传记

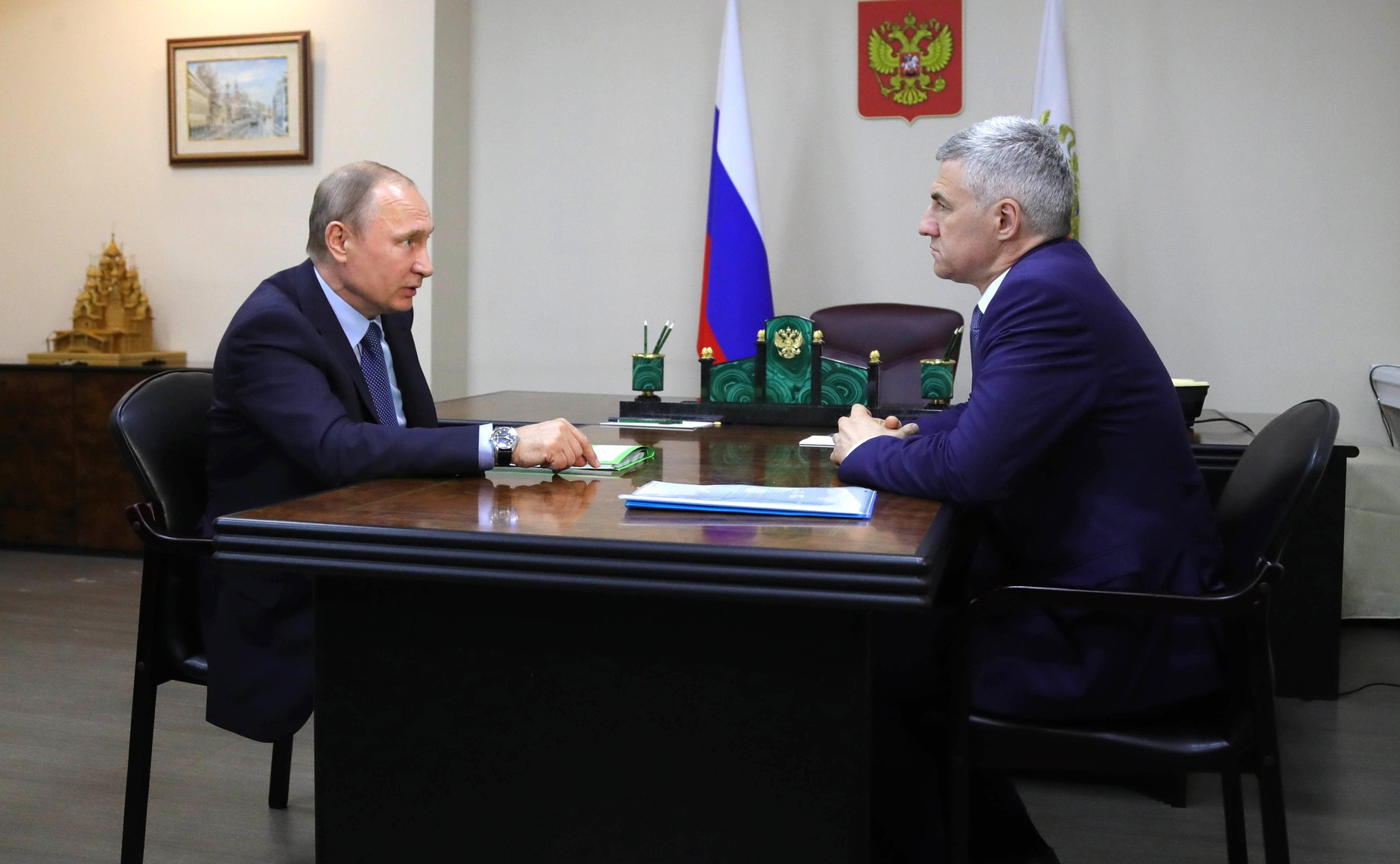
2017年7月26日，弗拉基米尔·普京在彼得罗扎沃茨克的卡累利阿访问。与代理地区首长阿尔图尔·帕尔芬奇科夫举行工作会议。

他出生于彼得罗扎沃茨克，在皮特基兰茨基区的柯克科基村度过了童年。1982年，他从彼得罗扎沃茨克的第17中学毕业。在学期间，他热衷于速度滑冰，达到了苏联运动健将的标准，并为迪纳摩体育协会效力。

### 教育经历
1987年，他从列宁格勒国立大学（LSU）以安德烈·亚历山德罗维奇·日丹诺夫命名的法律系全日制部门毕业，他曾与德米特里·梅德韦杰夫和康斯坦丁·丘伊琴科在同一组学习。

### 工作经历
在卡累利阿检察院
1987-1988年，他在卡累利阿苏维埃社会主义自治共和国检察院担任奥洛涅茨区助理检察官实习生。
1988年，任奥洛涅茨区助理检察官。
1988-1991年，任奥洛涅茨区检察院调查员。
1991-1995年，任索尔塔瓦拉市副检察长。
1995-2000年，任彼得罗扎沃茨克市副检察长。
2000-2006年 ，任彼得罗扎沃茨克市检察长，监督执法服务。
2006年，他主张将彼得罗扎沃茨克市长的直接选举改为任命制。
执法生涯
2006年7月，他被任命为俄罗斯联邦法警局（FSSP）圣彼得堡部门的负责人。
2007年，他被任命为俄罗斯联邦法警局的副局长，他负责监督执行程序的组织管理和债务人财产销售工作的组织管理，包括寻找债务人财产的有关工作。
从2008年12月29日[6]至2017年2月15日，他担任俄罗斯联邦法警局局长。
卡累利阿共和国领导人
2017年2月15日，在前任辞职后，他被任命为卡累利阿共和国的代理州长（卡累利阿共和国首脑）。
2017年9月10日，他作为统一俄罗斯党候选人赢得了卡累利阿共和国的选举，获得了61.34%的选票。
2017年9月25日，他开始担任卡累利阿共和国首脑。
2018年11月，帕尔芬奇科夫建议人们自己解决与孩子们有关的问题：在苏奥基村，由于紧急状态和对儿童可能的危险，旧的幼儿园被关闭，帕尔芬奇科夫在个人社交媒体上尖锐地回复了一位要求为苏奥基村的一个独生子建造幼儿园的女士，父母们被建议将孩子送到邻近定居点的教育机构，但这位女士拒绝了。帕尔芬奇科夫给该村的居民安娜·弗拉索娃写信说：“坐下来等待三年，和祖父母们谈判谈判，雇个保姆，就像每个人都做的那样。”另一条信息说：“让孩子的父亲和祖父母们为他想办法”。